# Dunhamclassificatie

Schematische indeling van carbonaatgesteente volgens Dunham (1962, bovenste rij) en met latere aanvullingen (onderste rij).

De Dunhamclassificatie (Engels: Dunham classification) is een indeling van carbonaatgesteente als kalksteen of dolomiet in verschillende soorten. Voor deze indeling kijkt men naar de interne textuur: de korrelgrootte en samenstelling van de matrix. Daarom is de indeling geschikt om met het blote oog of een loep verschillende soorten kalksteen te onderscheiden, zoals in het veld mogelijk is. Wanneer een microscoop beschikbaar is zal eerder de Folkclassificatie gebruikt worden, die gedetailleerder ingaat op de ontstaanswijze van gesteente. Beide indelingen worden naast en door elkaar gebruikt.
De Dunhamclassificatie werd bedacht door Robert Dunham in 1962 en is in algemeen gebruik in de sedimentologie. De classificatie werd in 1971 door E.F. Embry en J.E. Clovan uitgebreid met carbonaatconglomeraten en een verdere indeling van boundstones; bij deze uitbreiding wordt wel van de Embry en Clovan classificatie gesproken.

## Typen kalksteen
Dunhams classificatie let eerst op de opbouw van de kalksteen. Bestaat de textuur van de kalksteen uit sedimentaire klasten, uit in situ gestorven organismen of uit kristallen? Dunham onderscheidt zes soorten kalksteen:
- kristallijne kalksteen is kalksteen opgebouwd uit fijne kristallen; sucrosische kalksteen is kalksteen opgebouwd uit grove kristallen. De kristallen zijn in kalksteen altijd van carbonaat-mineralen: bijvoorbeeld calciet of dolomiet. Deze beide typen ontstaan door rekristallisatie van het originele gesteente, waarbij de sedimentaire structuren en textuur verloren gaan.
- boundstone is opgebouwd uit ter plekke gestorven organismen, een veelvoorkomend voorbeeld hiervan is koraal. Het gesteente is opgebouwd uit de skeletten van de organismen, meestal zijn deze opgevuld met fijn sediment of kristallen.

De classificatie kijkt daarna naar de hoeveelheid matrix in het gesteente. Zijn er zo veel klasten aanwezig dat de klasten op elkaar rusten (men noemt het gesteente dan klast-dragend of grain supported) of bestaat het gesteente voornamelijk uit matrix (kalkmodder, men noemt het gesteente dan matrix-dragend of matrix supported)? Dunham onderscheidt drie typen:
- mudstone bevat minder dan 10 volume% klasten en bestaat grotendeels uit kalkmodder.
- wackestone bevat meer dan 10 volume% klasten maar niet zoveel dat ze overal op elkaar rusten.
- packstone bevat zoveel volume% klasten dat het gesteente klast-dragend is
- grainstone is gelijk aan packstone maar bevat geen matrix van modder. In plaats daarvan is de ruimte tussen de klasten gevuld met kristallen. De oorspronkelijke matrix kan zijn gerekristalliseerd of het gesteente heeft nooit kalkmodder bevat.

De uitbreiding van Embry en Clovan geeft twee typen gesteente wanneer meer dan 10% van de klasten groter is dan 2 mm (gelijk aan de grens tussen zand en grind). Als de klasten op elkaar rusten heet het gesteente een rudstone, als ze niet op elkaar rusten spreekt men van een floatstone. Een rudstone is dus hetzelfde als een packstone met grotere klasten; een floatstone is een wackestone met grotere klasten.
Verder herkenden Embry en Clovan drie soorten boundstone: bafflestone, bindstone en framestone. Bafflestone is opgebouwd uit organismen die sediment invangen; bindstone vormt door organismen die tijdens de sedimentatie het sediment invangen en bij elkaar houden (zoals korstenvormende algen); en framestone bestaat uit organismen die al tijdens hun leven een groot, rigide skelet vormden (zoals Anthozoa, waaronder de koralen in koraalriffen).